# خاورمیانه‌شناسی (نشریه)
خاورمیانه‌شناسی (به انگلیسی: Middle Eastern Studies) دوماه‌نامه آکادمیک داوری همتا شده‌است. این مجله در سال ۱۹۶۴ توسط الی قدوری (Elie Kedourie) تأسیس شد و او تا سال ۱۹۹۲ سردبیر این نشریه بود. از سال ۱۹۹۲ تا ۲۰۱۶ میلادی سیلویا قدوری ویراستاری می‌شد. اکنون این نشریه توسط شائول کلی و هلن قدوری ویراستاری می‌شود.
بر طبق گزارش استنادی مجلات این نشریه دارای ضریب تأثیر ۰٫۴۴۳ در سال ۲۰۱۶ بود.